# Гомін волі
Го́мін во́лі — стрийський часопис.

## Опис
Часопис «Гомін волі» заснований Стрийською міською радою та колективом газети.
Виходить двічі на тиждень у вівторок і суботу.
Реєстраційне свідоцтво ЛВ № 323 від 27 вересня 1996 року.